# Mihail Sergejevič Barabanov
Mihael Sergejevič Barabanov (rusko Михаил Сергеевич Барабанов), sovjetski letalski častnik, vojaški pilot in letalski as, * 1919. 
Barabanov je v svoji vojaški karieri dosegel 22 samostojnih in 2 skupne zračne zmage.

## Življenjepis
Končal je Krasnodarsko vojnoletalsko akademijo.
Pozneje je postal pripadnik 256., 45. in 15. lovskega letalskega polka
S Jaki je opravil 381 bojnih poletov in sodeloval v 96 letalskih spopadih.

## Odlikovanja
- 5x red rdeče zastave
- red domovinske vojne 1. stopnje
- 2x red rdeče zvezde